# Avalon (banda)
Avalon es un grupo vocal de inspiración cristiana procedente de Tennessee, Estados Unidos. Está formado por Janna Long, Greg Long, Jeremi Richardson y Amy Richardson. Sin embargo, ésta no es la formación original, ya que Michael Passons, Cherie Adams y Nikki Hassman tuvieron que abandonar el grupo a lo largo de los años y ser sustituidos por otros. Janna es la única componente de la formación original, tras la marcha de Jody en 2008
Sus canciones llevan letras inspiradas en la fe cristiana, con coros góspel y sonidos pop, rock y electrónica.
Sus temas han conseguido entrar varias veces en los «top-10» de los chart norteamericanos de góspel y han obtenido 3 nominaciones para los premios Grammy, todos en la categoría de «Mejor álbum pop gospel del año» en 2000, 2001 y 2004. También han obtenido 22 nominaciones en los GMA Dove Awards, de las cuales ganaron 6, así como 10 premios Miscellaneous Awards y otro tipo de reconocimientos.
Han vendido, tan solo en EE. UU. 4 millones de discos. Entre sus temas más conocidos, están Testify of Love, Adonai, All o You Were There.

## Discografía
- 1996 - Avalon
- 1997 - A Maze Of Grace
- 1999 - In A Different Light
- 2000 - Joy: A Christmas Collection
- 2001 - Oxygen
- 2002 - 02 Avalon Remixed
- 2004 - The Creed
- 2006 - Eponymous   /   Stand   /   Faith: A Hymns Collection
- 2008 - Another Time, Another Place: Timeless Christian Classics
- 2009 - Reborn
- 2020 - Called
- 2022 - Worship

## Sencillos & EP
- 1997 - Testify To Love   /  A Journey Through   /   A Maze Of Grace
- 1998 - Adonai   /  Knockin' On Heaven's Door   /  Reason Enough
- 1999 - In A Different Light   /  Can't Live A Day (1999)   /  Take You At Your Word
- 2007 - Another Time, Another Place [EP]
- 2009 - Alive
- 2019 - Closer    /   If Not For Jesus    /   Keeper Of My Heart   /  Majesty
- 2020 - Rattle (Live)
- 2023 - Gratitude (Live At Cottonwood Creek)

## Compilaciones
- 2003 - Testify To Love: The Very Best Of Avalon
- 2004 - 8 Great Hits
- 2006 - Testify To Love: The Very Best Of Avalon (Deluxe Edition)
- 2009 - The Greatest Hits
- 2012 - Number Ones
- 2014 - 20th Century Masters: The Millennium Collection - The Best Of Avalon
- 2016 - Christmas Top 5

## Conciertos en Vivo
- 2003 - Testify To Love: Live In Concert

## Premios
- Nominaciones Grammy
  - 2004 – 47th Annual Grammy Nomination - Best Pop/Contemporary Gospel Album, The Creed
  - 2001 – 44th Annual Grammy Nomination - Best Pop/Contemporary Gospel Album, Oxygen
  - 2000 - 43.º Annual Grammy Nomination- Best Pop/Contemporary Gospel Album, Joy
- GMA Dove Awards
  - 2004 GMA’s Dove Award for Inspirational Song of the Year “Everything To Me”
  - 1999 GMA’s Dove Award for Inspirational Song of the Year “Adonai”
  - 1999 GMA’s Dove Award for Pop/Contemporary Song of the Year “Testify to Love”
  - 1999 GMA’s Dove Award for Long Form Music Video “My Utmost For His Highest”
  - 1998 GMA’s Dove Award—New Artist of the Year
  - 1998 GMA’s Dove Award—Special Event Album of the Year (for their contribution to God With Us)
- Nominaciones GMA Dove Award
  - 2004- Inspirational Recorded Song of the Year “Everything To Me”; Testify To Love: The Very Best of Avalon
  - 2004- Song of the Year “Everything To Me”; Testify To Love: The Very Best of Avalon
  - 2002- Group of the Year
  - 2002- Song of the year “The Glory”; Oxygen
  - 2002- Inspirational Recorded Song of the Year “The Glory”; Oxygen
  - 2002- Pop/Contemporary Album of the Year Oxygen
  - 2001- Group of the Year
  - 2001- Special Event Album for Child Of The Promise (featuring Michael Passons and Jody McBrayer)
  - 2001- Special Event Album for Music from and Inspired by Jesus: The Epic Mini-series (featuring Avalon)
  - 2000- Artist of the Year
  - 2000- Group of the Year
  - 2000- Song of the Year “Can’t Live a Day”
  - 2000- Pop/Contemporary Song of the Year “Can’t Live a Day”
  - 2000- Pop/Contemporary Album of the Year In A Different Light
  - 1999- Artist of the Year
  - 1999- Group of the Year
  - 1999- Pop/Contemporary Album of the Year A Maze Of Grace
  - 1999- Inspirational Song of the Year “Adonai”
  - 1999- Pop/Contemporary Song of the Year “Testify to Love”
  - 1999- Long Form Music Video “My Utmost For His Highest”
  - 1998- New Artist of the Year
  - 1998- Special Event Album of the Year (for their contribution to God With Us)
- Miscellaneous Awards
  - 2004- CCM Reader’s Choice Award: Group Of The Year
  - 2003- CCM Reader’s Choice Award: Group of the Year
  - 2002- CCM Reader’s Choice Award: Group Of The Year
  - 2002- American Music Award - Favorite Artist- Contemporary Inspirational Music
  - 2000- CBA’s top-selling Christmas recording for Joy
  - 1999- CRR (Christian Research Report) - #1 AC song of the Year “Reason Enough”
  - 1998- CRR (Christian Research Report) - Group of the Year
  - 1998- CRR (Christian Research Report) - #1 AC song of the Year “Testify To Love”
  - 1998- American Songwriter Professional Songwriter Award - Artist of the Year
  - 1998- American Songwriter Professional Songwriter Award - Song of the Year “Testify To Love”